# Kate Kelton
Kate Kelton (* 20. Juni 1978 in Bamberg, Bayern, BRD) ist eine kanadische Schauspielerin und Model tschechischer Herkunft.

## Biografie

### Privat
Keltons tschechische Eltern flüchteten während des Kalten Krieges aus ihrer Heimat und in ein Flüchtlingslager bei Bamberg, wo Kelton geboren wurde. Sie emigrierte gemeinsam mit ihrer Mutter nach Toronto in Kanada, als sie sieben Jahre alt war. Dort besuchte sie die Etobicoke School of the Arts und erlangte 1998 den Bachelor of Applied Arts im Bereich Film an der Ryerson University. Kelton begann darauf ihre Karriere als Model und Schauspielerin.

### Schauspiel- und Modelkarriere
Kelton wirkte in zahlreichen Filmen mit, darunter Harold & Kumar (Originaltitel: Harold and Kumar Go to White Castle) und American Psycho II: All American Girl (siehe Abschnitt Filmographie). 

Daneben spielte sie auch für jeweils eine Episode in diversen Fernsehserien mit, so zum Beispiel in Spynet (siehe Abschnitt Fernsehserien). 

Zudem ist sie als Model in der Produkt-Werbung tätig, wobei sie bisher für die Firmen Tic Tac (2005), Pampers, Molson, Bell Canada und Starbucks in Werbefilmen gearbeitet hat.

Außerdem war sie in Shaggys Musikvideo zu dessen Single It Wasn't Me sowie in mehreren Musikvideos der The Jeff Healey Band und der Crash Test Dummies zu sehen.

## Filmografie (Auswahl)
Filme
- 2002: American Psycho II: Der Horror geht weiter (American Psycho II: All American Girl)
- 2003: The Republic of Love
- 2004: Ham & Cheese
- 2004: Eden’s Wake
- 2004: Harold & Kumar (Harold & Kumar Go to White Castle)
- 2004: The Last Hit
- 2005: The Chick Magnet
- 2005: Wedding Bells (Cake)
- 2006: The Last Woman on Earth
- 2006: Jekyll + Hyde
- 2008: The Museum

Fernsehserien
- 2002: Spynet (eine Episode)
- 2005: The Eleventh Hour (eine Episode)
- 2005: Wild Card (eine Episode)
- 2012–2013: Haven (14 Episoden)